# Joseph Bermingham
Joseph Bermingham (* 9. Mai 1919 in Castlemitchell, County Kildare, Irland; † 11. August 1995 im County Kildare) war ein irischer Politiker der Irish Labour Party.

## Biografie
Bermingham arbeitete nach der Schule als Kaufmann. 1967 wurde er in den Kildare County Council gewählt. 1969 und bei einer Nachwahl 1970 versuchte er, einen Sitz im Dáil Éireann im Wahlkreis Kildare zu erlangen. Dies gelang ihm erst bei den Wahlen 1973. Diesen Sitz verteidigte er bis zu den Wahlen 1987, zu denen er nicht mehr antrat. 
Nach der Bildung einer Koalitionsregierung mit der Fine Gael unter Premierminister (Taoiseach) Garret FitzGerald war er zwischen Juni 1981 und März 1982 Staatsminister im Finanzministerium und als dortiger „Juniorminister“ insbesondere für das Office of Public Works zuständig.
Premierminister FitzGerald ernannte ihn am 14. Dezember 1982 in dessen zweiten Koalitionsregierung von Fine Gael und Labour Party erneut zum Staatsminister für Finanzen. Dieses Amt behielt er bis zum 13. Februar 1986. Im Juni 1986 trat er aus der Labour Party aus, weil er mit dem Austritt aus der Regierung unzufrieden war. 
1991 nahm er seine kommunalpolitischen Aktivitäten wieder auf und wurde erneut Mitglied im Kildare County Council.